# Kristoffer Karlsson

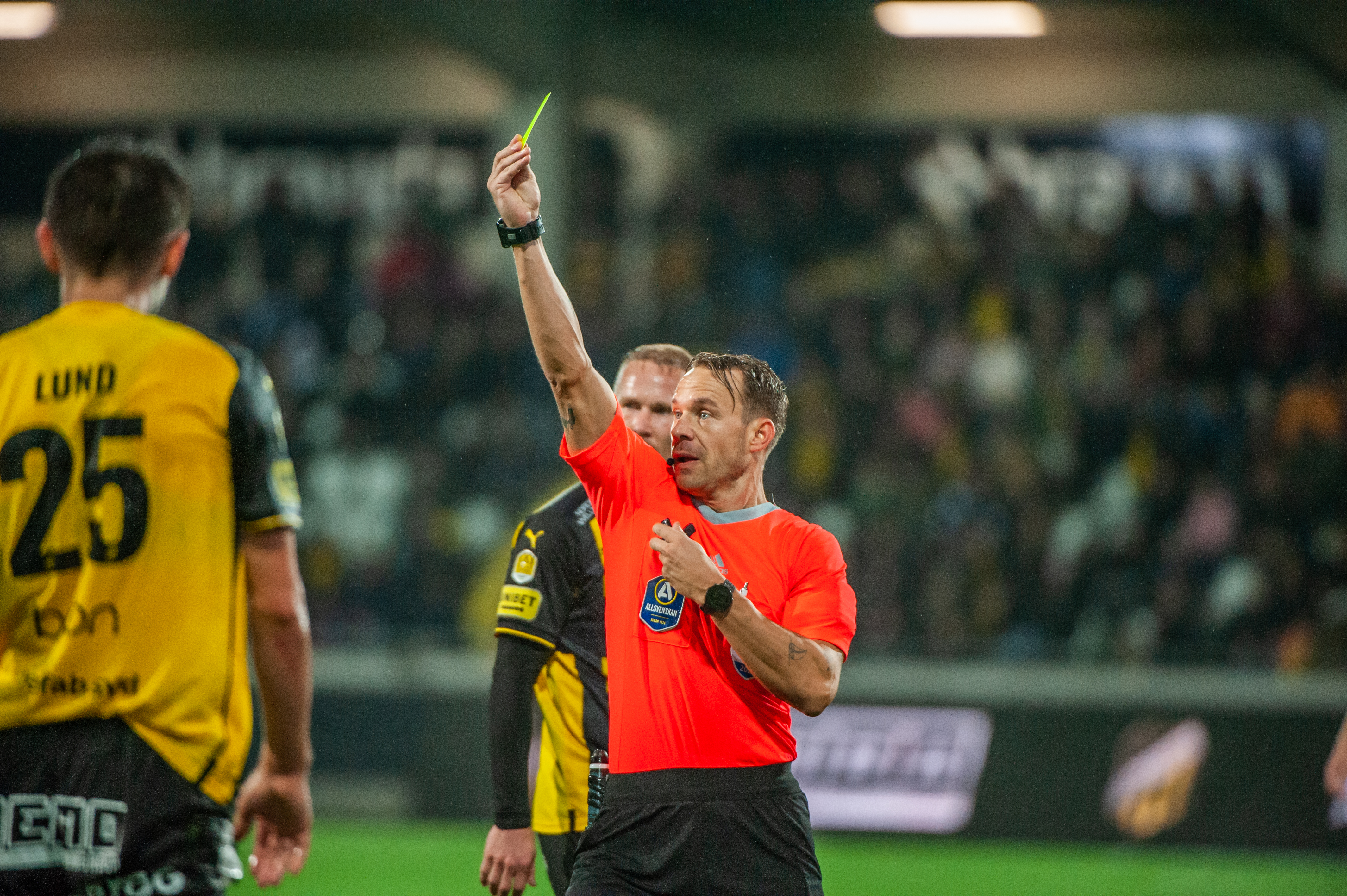
Kristoffer Karlsson (2022)

Kristoffer Karlsson (* 5. Oktober 1984) ist ein schwedischer Fußballschiedsrichter.
Karlsson ist seit Juli 2012 Schiedsrichter in der schwedischen Allsvenskan und hat in dieser bereits über 200 Spiele geleitet.
2017 wurde er als schwedischer Schiedsrichter des Jahres ausgezeichnet.
Seit 2018 steht Karlsson auf der Liste der FIFA-Schiedsrichter und leitet internationale Fußballspiele. Im Juli 2018 pfiff Karlsson erstmals ein Spiel in der Qualifikation zur Europa League, im Juli 2021 erstmals ein Spiel in der Qualifikation zur Europa Conference League. Zudem leitete er bislang eine Partie in der Nations League sowie Freundschaftsspiele.